# Trattato di Sapienza
Il trattato di Sapienza è un trattato stipulato nel 1209 tra il Doge di Venezia e Goffredo di Villehardouin per regolare l'esercizio della sovranità su parte del Peloponneso.

## Storia
Sotto le mura di Costantinopoli assediata (1204) i capi della cosiddetta IV crociata convennero sull'attribuzione delle spoglie che sarebbero loro pervenute dallo sfaldarsi dell'Impero bizantino. Si accordarono su una divisione in quattro parti:
1. all'Imperatore latino, Baldovino di Fiandra;
2. a Bonifacio di Monferrato;
3. ai “peregrini” (altri capi crociati, come Luigi di Clermont e Ugo di Pol);
4. a Venezia, cui doveva riconoscersi un ottavo ulteriore.

In particolare nel Peloponneso si attribuiva a Venezia buona parte della metà occidentale (Acaia, Elide, Messenia, secondo la direttrice Corinto-Corone). Tuttavia, quei vasti territori non erano stati ancora conquistati dall'esercito crociato cosicché i francesi Guglielmo di Champagne e Goffredo di Villehardouin anticiparono i veneziani occupando di fatto quanto, invece, attribuito ai veneti.
Venezia, che comunque non sarebbe stata in grado di esercitare sovranità su spazi tanto estesi ma, al tempo stesso, non intendeva rinunciarvi, risolse la questione per via diplomatica nel giugno 1209 tramite “il patto” sottoscritto nell'isola di Sapienza al largo della Messenia, con Goffredo di Villehardouin (defunto nel frattempo Guglielmo di Champagne). In pratica la questione veniva definita con la feudalizzazione (istituto disprezzato dai veneziani, ma utilizzato pragmaticamente per l'occasione) della Morea. Il francese Villehardouin  (poi detto Principe d'Acaia) veniva nominato vassallo del Doge e giurava fedeltà. Con ciò esentava i veneti da qualunque dazio, si impegnava a condividere le alleanze della Serenissima, riconosceva al Doge la sovranità diretta ed esclusiva sulle città di Modone e Corone (“occhi della Repubblica”, tenute fino al 1500), cedeva al Doge un quarto delle nuove acquisizioni in Morea, in specie Sparta, non ancora conquistata, e riconosceva altri minori e simbolici benefici.
Si preferisce talvolta chiamare “patto” quanto così stabilito a Sapienza, benché il contenuto sostanziale appaia quello di un trattato compiuto; il Villehardouin, invero, esercitava un potere di fatto ed era privo di veste istituzionale e così della legittimità di contrarre trattati, essendosi precipitato in Morea (si può dire) per profittare dei ritardi veneti.